# Jozef Bastiaens
Jozef Leon Constant Bastiaens (Hoboken, 25 januari 1915 - Hoogstraten, 30 juni 1963) was een Belgisch arts en politicus.

## Levensloop
Bastiaens was arts. In 1959 volgde hij Henri Brosens op als burgemeester van Hoogstraten, een functie die hij vervulde tot aan zijn dood. Nadien werd Brosens opnieuw burgemeester.